# Усть-Кам'янський курган
Усть-Кам’янський могильник – поховальна пам’ятка сарматів І-ІІ ст. н. е. в Нижньому Подніпров’ї. Розташованій біля села Усть-Кам'янка Апостолівського району Дніпропетровської області.

## Історія дослідження
Його розкопки були розпочаті в 1951 р. експедицією НА АН УРСР під керівництвом Є. В. Махно. В 1983-1985 рр. їх продовжила Сарматська експедиція Дніпропетровського держуніверситету під керівництвом В. І. Костенко. Всього в могильнику розкопано 82 сарматських поховання, у тому числі 71 основних та 11 впускних.

## Опис могильника та знахідок
Могильник розташований на мису між річками Базавлук та Кам’янка, недалеко від давньої Нікопольської переправи через Дніпро. Більша частина насипів споруджена на південному схилі мису, який спускається до берега Кам’янки. Форма і розміри насипів курганів в могильнику збереглися не повністю. Частина некрополя виявилася розорана, і конструкції насипів не відтворюються. Збережені індивідуальні насипи над могилами мають овальну та округлу форму 7-30 м в діаметрі та до 1 м у висоту.
Поховання в названих курганах здійснені були в прямокутних могилах і могилах з підбоєм. Положення скелетів в могилах - на спині, з витягнутими кінцівками, головою в основному на південь. Часом зустрічалися скелети зі стиснутими колінами і стопами, перехрещеними гомілками. Положення деяких скелетів вказує на те що перед захороненням їх туго сповивали. В одній з могил були сліди рослинної підстилки, у двох - залишки дерев'яних трун.
Частина скелетів зруйнована і супроводжувалася розбитим інвентарем, зібраним на рівні давнього горизонту. Є. В.Махно пов'язує це з особливим ритуалом.
У жіночих та дитячих похованнях виявлені різноманітні кружальної глечики і порівняно однотипні ліпні горщики, бронзові дзеркала, фібули, скляні, кам'яні і пастові намиста. У чоловічих могилах, як правило, знаходилися наконечники стріл, точильні бруски, пряжки і тому подібні предмети. Весь інвентар датований І-ІІ ст. н. е.

## Інтерпретації
В. І. Костенко пов’язує появу Усть-Кам’янського могильника з нашестям аорсько-роксоланських племен, на що, на його думку, вказує загибель одних та укріплення інших навколишніх городищ у І ст. н. е. Дніпровські плавні були зручним місцем для зимівлі аорської орди Фарзоя-Інісмея, територія якої простяглася від Дністра до Середнього Подніпров’я. Багатство інвентаря могил вказують на інтенсивні зв’язки аорсів з Ольвією. О. В.Симоненко і Б. І. Лобай вважають, що між Ольвією та царем Фарзоєм міг бути укладений антиримський союз, адже Ольвія в боспорсько-римському конфлікті підтримала Мітрідата VIII. Визнання Фарзоя, а потім Інісмея номінальним правителем Ольвії фиксується карбуванням золотих монет з їх іменами, царськими титулами, а також монограмами архонтів. Монети Фарзоя датуються 60-70-х рр. н.е., Інісмея - кінцем 70-х - початком 80-х рр. Припинення функціонування могильника може бути пов’язане з нашестям аланів між 72 та 138 роками нашої ери.